# Саики
Саики је град у Јапану, на острву Кјушу. Град има 78,069 становника и има површину од 903,44 km². Густина насељености је 86.4 /km². Основан је 29. априла 1941.